# Frantz Christian von Zepelin
Frantz Christian von Zepelin (7. januar 1716 – 30. januar 1790 i Christiania) var en dansk officer.
Zepelin var søn af oberstløjtnant Volrath Diderich von Zepelin (d. 1732) og Erdmuth Sophie f. von Zauerzapff, og blev født 7. januar 1716. Han blev kornet i 2. jyske Rytterregiment 1734, sekondløjtnant 1736, kornet i Livgarden til Hest 1740, løjtnant 1741, major i kavaleriet 1747, premiermajor ved 3. søndenfjældske Dragonregiment 1750, oberstløjtnant 1752, karakteriseret oberst 1761.
Ifølge kongelig approberet akkord mellem Zepelin og oberst Johan Frederik Sehested overtog Zepelin regimentet 1763, forflyttedes 1767, efter at 3. søndenfjeldske Dragonregiment var ophævet, til chef for 1. bergenhusiske Infanteriregiment, men da hans tidligere Dragonregiment atter var oprettet, fik han 1769 dette tilbage (det benævntes fra 1783 oplandske Dragonregiment). 1773 blev han generalmajor, 1780 Ridder af Dannebrog, 1782 generalløjtnant og 1787 1. deputeret i det norske Generalitetskollegium, hvorefter han 1788 tog sin afsked som regimentschef og året efter fra militærtjenesten, hvor han dog til sin død blev "staaende i Detaillen". Han døde i Christiania (Oslo) 30. januar 1790.
Zepelin, der omtales som en bestemt og energisk mand, arbejdede særlig for en mere nutidig ordning af øvelserne. Som major og Oberstlieutenant samt fra 1769 tillige som regimentschef førte Zepelin biri-vardalske Kompagni og boede da på gården Christianslund i Biri. Han blev 16. december 1756 gift med. Helene Marie Aistrup (f. 18. marts 1712, d. i Christiania 7. april 1789). Ægteskabet var barnløst, men løjtnant ved oplandske Dragonregiment Ole "von" Christiansen fik efter Zepelins død tilladelse til at bære hans navn og nyde rettigheder som hans søn.